# GAZ-M1
GAZ-M1 a fost un vehicul produs de GAZ din 1936 până în 1946. Vehiculul se baza pe modelul Ford B. Au fost vândute aproximativ 60.000 de unități ale vehiculului, dar la fel ca predecesorii săi, în mare parte oficialii militari și de stat l-au cumpărat și nu a fost disponibil în mare parte publicului larg.

## Istoric
Vehiculul a înlocuit GAZ-A și a fost mai popular decât predecesorul său, deoarece era mai robust. Producția a continuat chiar și după încheierea celui de-al doilea război mondial, dar numai pentru 1946, în acel an fiind vândute doar 5.000 de unități. După război, automobilele au început să devină disponibile publicului larg, GAZ lansând noul Pobeda, dar a existat o cerere mai mare pentru GAZ-M1.
Pentru a satisface cererea pentru un GAZ-M1 disponibil publicului, GAZ a lansat GAZ-M2 care folosea caroseria GAZ-M1, dar a fost realizat pe șasiul Pobeda. O versiune de camionetă numită GAZ-M415 a fost, de asemenea, lansată, dar producția sa a încetat în 1943.